# UEFA Youth League
La UEFA Youth League è una competizione calcistica continentale per squadre di club under 19 organizzato dalla UEFA, che si tiene a partire dalla stagione 2013-2014.
La società più titolata è il Barcellona, con 3 successi.

## Storia
Il lancio della competizione segue una richiesta fatta nel 2010 dai club e arriva in seguito alla collaborazione tra la European Club Association (ECA) e altri portatori di interessi. La UEFA in precedenza aveva organizzato una partita under 18 tra le squadre primavera delle due finaliste della Champions League 2009-2010 nel maggio 2010, ovvero Inter e Bayern Monaco. La sfida vide la squadra nerazzurra imporsi per 2-0 grazie ad una doppietta di Alibec.
La competizione è pensata come una versione giovanile della ben più nota UEFA Champions League.
L'obiettivo della competizione è far acquisire maturità ed esperienza internazionale ai giovani calciatori al fine di un miglior inserimento, in futuro, nelle squadre maggiori.
Già nel 2010 alcuni club europei avevano creato la NextGen Series, con struttura e obiettivi molto simili. Tale competizione non è, però, mai stata riconosciuta dalla UEFA e si distingueva, inoltre, dall'essere accessibile su invito, senza alcun meccanismo di qualificazione.
Dopo 7 edizioni, nel 2021 la stagione è stata cancellata a causa della pandemia di COVID-19, riprendendo regolarmente nella stagione successiva (2021-2022).

## Formula

### 2013-2015
La prima fase della competizione ricalca la struttura della Champions League: 32 formazioni giovanili delle squadre qualificatesi alla fase a gironi della massima competizione europea sono ammesse alla fase a gironi, il cui calendario ricalca fedelmente quello delle squadre maggiori. Dove possibile, le partite di tale fase vengono anche disputate in campi vicini agli stadi in cui si giocano le partite della Champions League.
Le prime e le seconde classificate di ogni girone si qualificano alla fase a eliminazione diretta, strutturata in maniera differente alla competizione maggiore. Infatti, ottavi e quarti si disputano in gara singola a partire dal mese di febbraio, fino ad arrivare a semifinali e finale da disputare su campo neutro.

### 2015-2024
Dalla stagione 2015-2016 la competizione è aperta a 64 squadre: oltre alle 32 formazioni giovanili i cui club maggiori si sono qualificati alla fase a gironi della UEFA Champions League, si qualificano alla competizione le squadre vincitrici dei campionati giovanili delle prime 32 nazioni del ranking UEFA. Le squadre seguono due differenti percorsi:
- nel percorso UEFA Champions League, le 32 squadre partecipano a una fase a gironi con gare di andata e ritorno, con gruppi e calendario identici a quelli della competizione maggiore. Le vincitrici degli otto gironi si qualificano per gli ottavi di finale, mentre le seconde classificate si qualificano agli spareggi.
- nel percorso Campioni nazionali, le 32 squadre affrontano due turni a eliminazione diretta, con gare di andata e ritorno. Le otto squadre vincitrici si qualificano agli spareggi.

Gli spareggi si terranno tra le otto seconde del percorso Champions League e gli otto campioni nazionali qualificati, in gara unica in casa di questi ultimi. Le squadre vincitrici degli spareggi si qualificano per gli ottavi di finale, dove affronteranno le otto vincitrici dei gironi del percorso Champions League. Ottavi, quarti, semifinale e finale si disputano in gara unica: nei primi due turni la squadra di casa è stabilita per sorteggio, mentre i turni finali si disputano in campo neutro. Se una squadra ha i requisiti per partecipare ad entrambi i percorsi di qualificazione (ovvero se tale squadra sia campione nazionale di una delle prime 32 federazioni classificate nel ranking UEFA e contemporaneamente abbia la possibilità di partecipare anche ai gironi della competizione in quanto il club di sezione maggiore abbia ottenuto la qualificazione alla fase a gironi della UEFA Champions League della stessa stagione) avrà la prevalenza il percorso UEFA Champions League; di conseguenza il posto vacante al percorso Campioni Nazionali sarà riservato alla squadra detentrice della coppa (che non si qualifica di diritto alla competizione per l'anno dopo a differenza di quanto accade in Champions League), ma se anche quest'ultima fosse già qualificata ai gironi della Youth League oppure fosse già qualificata a tale percorso perché campione nazionale, allora verrà ripescata la squadra campione della federazione piazzata al 33º posto nel ranking UEFA e così via.
Per la stagione 2020-2021 era stato annunciato un cambio di format a causa della pandemia di COVID-19: le partecipanti si sarebbero affrontate in gara unica ad eliminazione diretta, a partire dai trentaduesimi di finale. Successivamente, per la stessa ragione, l'edizione è stata cancellata.

### 2024-attuale
Dalla stagione 2024-2025 la UEFA ha deciso di aggiornare il formato della Youth League in conformità con il nuovo formato della UEFA Champions League. 
In questo nuovo formato verranno incluse le 36 squadre giovanili dei club senior qualificati alla fase a gironi della UEFA Champions League senior e che andranno a formare il già esistente Percorso Champions League. Inoltre prenderanno parte alla competizione anche altre 32 squadre giovanili. Si tratta dei primi 32 campionati del Ranking UEFA, che è il medesimo per le competizioni senior. Le squadre giovanili risultati vincitrici del proprio campionato di categoria potranno prendere parte al Percorso Campioni Nazionali. Nel caso una squadra risulti idonea per entrambi i percorsi verrà inserita automaticamente in quello Champions League, e il suo posto nel Percorso Campioni Nazionali verrà assegnato alla squadra giovanile che si è classificata più in alto nel proprio campionato di categoria e che non sia eleggibile per il Percorso Champions League.
Il Percorso Champions League si articola come la competizione senior, con la differenza che verranno giocati solo 6 turni per ogni squadra, che rispecchiano i primi 6 incontri della squadra senior (tre in casa e tre in trasferta). I club classificati dal 1° al 6° posto in questo girone unico si qualificheranno agli ottavi di finale e affronteranno i club qualificati dal 17° al 22° posto. I club dal 23° posto in giù verranno eliminati, mentre quelli che si qualificheranno tra il 7° e il 16° posto andranno a sfidare i club che risulteranno vincitori del Percorso Campioni Nazionali.
Il Percorso Campioni Nazionali è un sistema coppe composto da un massimo di 3 turni a eliminazione diretta per ogni club, con partite di andata e ritorno. Tuttavia il Ranking in questo caso risulta particolarmente rilevante, in quanto i club delle federazioni meglio classificate inizieranno la loro campagna europea direttamente al secondo turno. Da questa fase si qualificheranno solo 10 club che dovranno poi affrontare le squadre qualificate nella Formula Champions League tra il 7º e il 16º posto. Il resto delle squadre sarà eliminato. Gli accoppiamenti iniziali saranno decretati attraverso sorteggio.
Dal momento di ricongiunzione dei due percorsi si procederà con un sistema coppe con partite secche a eliminazione diretta partendo dai sedicesimi di finale. Dagli ottavi fino alla finale gli accoppiamenti saranno determinati tramite sorteggio come nella UEFA Champions League senior.
La fase conclusiva sarà una final four che si articola in semifinali e finale giocata in una sede neutra, come da modello della UEFA Champions League senior.

## Trofeo
Il trofeo è intitolato all'ex presidente UEFA Lennart Johansson, misura 50 centimetri ed è stato forgiato dall'argentiere Thomas Lyte. Sulla base è incisa la dicitura LENNART JOHANSSON TROPHY.

## Albo d'oro e statistiche
| Edizione  | Vincitore                                               | Risultato                                               | Finalista                                               | Semifinalisti                                           | Luogo                                                   |
| --------- | ------------------------------------------------------- | ------------------------------------------------------- | ------------------------------------------------------- | ------------------------------------------------------- | ------------------------------------------------------- |
| 2013-2014 | Barcellona                                              | 3 - 0                                                   | Benfica                                                 | Real Madrid e Schalke 04                                | Colovray Stadium, Nyon                                  |
| 2014-2015 | Chelsea                                                 | 3 - 2                                                   | Šachtar                                                 | Anderlecht e Roma                                       | Colovray Stadium, Nyon                                  |
| 2015-2016 | Chelsea                                                 | 2 - 1                                                   | Paris Saint-Germain                                     | Real Madrid e Anderlecht                                | Colovray Stadium, Nyon                                  |
| 2016-2017 | Salisburgo                                              | 2 - 1                                                   | Benfica                                                 | Barcellona e Real Madrid                                | Colovray Stadium, Nyon                                  |
| 2017-2018 | Barcellona                                              | 3 - 0                                                   | Chelsea                                                 | Manchester City e Porto                                 | Colovray Stadium, Nyon                                  |
| 2018-2019 | Porto                                                   | 3 - 1                                                   | Chelsea                                                 | Barcellona e Hoffenheim                                 | Colovray Stadium, Nyon                                  |
| 2019-2020 | Real Madrid                                             | 3 - 2                                                   | Benfica                                                 | Ajax e Salisburgo                                       | Colovray Stadium, Nyon                                  |
| 2020-2021 | Edizione cancellata a causa della pandemia di COVID-19. | Edizione cancellata a causa della pandemia di COVID-19. | Edizione cancellata a causa della pandemia di COVID-19. | Edizione cancellata a causa della pandemia di COVID-19. | Edizione cancellata a causa della pandemia di COVID-19. |
| 2021-2022 | Benfica                                                 | 6 - 0                                                   | Salisburgo                                              | Atlético Madrid e Juventus                              | Colovray Stadium, Nyon                                  |
| 2022-2023 | AZ Alkmaar                                              | 5 - 0                                                   | Hajduk Spalato                                          | Milan e Sporting Lisbona                                | Stade de Genève, Ginevra                                |
| 2023-2024 | Olympiacos                                              | 3 - 0                                                   | Milan                                                   | Nantes e Porto                                          | Colovray Stadium, Nyon                                  |
| 2024-2025 | Barcellona                                              | 4 - 1                                                   | Trabzonspor                                             | AZ Alkmaar e Salisburgo                                 | Colovray Stadium, Nyon                                  |

### Vittorie per federazione
| Federazione | Finali vinte | Finali perse | Finali totali | Vincitrici                     | Finaliste               |
| ----------- | ------------ | ------------ | ------------- | ------------------------------ | ----------------------- |
| Spagna      | 4            | 0            | 4             | Barcellona (3) Real Madrid (1) | —                       |
| Portogallo  | 2            | 3            | 5             | Benfica (1) Porto (1)          | Benfica (3)             |
| Inghilterra | 2            | 2            | 4             | Chelsea (2)                    | Chelsea (2)             |
| Austria     | 1            | 1            | 2             | Salisburgo (1)                 | Salisburgo (1)          |
| Paesi Bassi | 1            | 0            | 1             | AZ Alkmaar (1)                 | —                       |
| Grecia      | 1            | 0            | 1             | Olympiacos (1)                 | —                       |
| Ucraina     | 0            | 1            | 1             | —                              | Šachtar (1)             |
| Francia     | 0            | 1            | 1             | —                              | Paris Saint-Germain (1) |
| Croazia     | 0            | 1            | 1             | —                              | Hajduk Spalato (1)      |
| Italia      | 0            | 1            | 1             | —                              | Milan (1)               |
| Turchia     | 0            | 1            | 1             | —                              | Trabzonspor (1)         |

### Vincitori della classifica marcatori
| Nome                                                   | Gol | Squadra                                    | Edizione  |
| ------------------------------------------------------ | --- | ------------------------------------------ | --------- |
| Munir El Haddadi                                       | 11  | Barcellona                                 | 2013-2014 |
| Dominic Solanke                                        | 12  | Chelsea                                    | 2014-2015 |
| Roberto Núñez                                          | 9   | Atlético Madrid                            | 2015-2016 |
| Jordi Mboula Kaj Sierhuis                              | 8   | Barcellona Ajax                            | 2016-2017 |
| Ivan Ignat'ev                                          | 10  | Krasnodar                                  | 2017-2018 |
| Charlie Brown                                          | 12  | Chelsea                                    | 2018-2019 |
| Roberto Piccoli Gonçalo Ramos                          | 8   | Atalanta Benfica                           | 2019-2020 |
| Mads Hansen Aral Şimşir Roko Šimić                     | 7   | Midtjylland Salisburgo                     | 2021-2022 |
| Bilal Mazhar Mexx Meerdink                             | 9   | Panathīnaïkos AZ Alkmaar                   | 2022-2023 |
| Amin Chiakha Rodrigo Mora                              | 7   | Copenaghen Porto                           | 2023-2024 |
| Matvii Ponomarenko Mahamadou Sangaré Phillip Verhounig | 8   | Dinamo Kiev Paris Saint-Germain Salisburgo | 2024-2025 |

### Allenatori vincitori
| Edizione  | Squadra                                                 | Allenatore                                              | Nazione                                                 |
| --------- | ------------------------------------------------------- | ------------------------------------------------------- | ------------------------------------------------------- |
| 2013-2014 | Barcellona                                              | Jordi Vinyals                                           | Spagna (bandiera)                                       |
| 2014-2015 | Chelsea                                                 | Adrian Viveash                                          | Inghilterra (bandiera)                                  |
| 2015-2016 | Chelsea                                                 | Adrian Viveash                                          | Inghilterra (bandiera)                                  |
| 2016-2017 | Salisburgo                                              | Marco Rose                                              | Germania (bandiera)                                     |
| 2017-2018 | Barcellona                                              | Francisco Javier García Pimienta                        | Spagna (bandiera)                                       |
| 2018-2019 | Porto                                                   | Mário Silva                                             | Portogallo (bandiera)                                   |
| 2019-2020 | Real Madrid                                             | Raúl                                                    | Spagna (bandiera)                                       |
| 2020-2021 | Edizione cancellata a causa della pandemia di COVID-19. | Edizione cancellata a causa della pandemia di COVID-19. | Edizione cancellata a causa della pandemia di COVID-19. |
| 2021-2022 | Benfica                                                 | Luís Castro                                             | Portogallo (bandiera)                                   |
| 2022-2023 | AZ Alkmaar                                              | Jan Sierksma                                            | Paesi Bassi (bandiera)                                  |
| 2023-2024 | Olympiacos                                              | Sotiris Sylaidopoulos                                   | Grecia (bandiera)                                       |
| 2024-2025 | Barcellona                                              | Juliano Belletti                                        | Brasile (bandiera)                                      |

### Vittorie per squadra
| Squadra             | Nazione     | Vittorie | Secondi posti | Finali giocate |
| ------------------- | ----------- | -------- | ------------- | -------------- |
| Barcellona          | Spagna      | 3        | 0             | 3              |
| Chelsea             | Inghilterra | 2        | 2             | 4              |
| Benfica             | Portogallo  | 1        | 3             | 4              |
| Salisburgo          | Austria     | 1        | 1             | 2              |
| AZ Alkmaar          | Paesi Bassi | 1        | 0             | 1              |
| Olympiacos          | Grecia      | 1        | 0             | 1              |
| Porto               | Portogallo  | 1        | 0             | 1              |
| Real Madrid         | Spagna      | 1        | 0             | 1              |
| Šachtar             | Ucraina     | 0        | 1             | 1              |
| Paris Saint-Germain | Francia     | 0        | 1             | 1              |
| Hajduk Spalato      | Croazia     | 0        | 1             | 1              |
| Milan               | Italia      | 0        | 1             | 1              |
| Trabzonspor         | Turchia     | 0        | 1             | 1              |

### Giocatori con più presenze
Aggiornato al 27 novembre 2024
| Pos. | Naz.                                           | Giocatore         | Presenze | Minuti giocati | Squadre             |
| ---- | ---------------------------------------------- | ----------------- | -------- | -------------- | ------------------- |
| 1    | Portogallo (bandiera)                          | Pedro Álvaro      | 28       | 2.424          | Benfica             |
| 2    | Portogallo (bandiera) · Svizzera (bandiera)    | Diogo Costa       | 27       | 2.430          | Porto               |
| 3    | Inghilterra (bandiera) · Nigeria (bandiera)    | Diogo Costa       | 25       | 2.237          | Tottenham           |
| 3    | Spagna (bandiera)                              | Óscar Rodríguez   | 25       | 2.005          | Real Madrid         |
| 5    | Austria (bandiera) · Ungheria (bandiera)       | Zeteny Jano       | 24       | 1.123          | Salisburgo          |
| 5    | Paesi Bassi (bandiera)                         | Julian Rijkhoff   | 24       | 1.655          | Borussia Dortmund   |
| 5    | Spagna (bandiera)                              | Carles Pérez      | 24       | 1.653          | Barcellona          |
| 8    | Portogallo (bandiera)                          | Diogo Queirós     | 23       | 1.975          | Porto               |
| 8    | Spagna (bandiera)                              | Alberto Fernández | 23       | 1.813          | Real Madrid         |
| 8    | Germania (bandiera) · RD del Congo (bandiera)  | Samuel Bamba      | 23       | 1.508          | Borussia Dortmund   |
| 8    | Ucraina (bandiera)                             | Mykola Matvienko  | 23       | 2.100          | Šachtar             |
| 8    | Spagna (bandiera)                              | Miguel Baeza      | 23       | 1.813          | Real Madrid         |
| 8    | Belgio (bandiera) · Marocco (bandiera)         | Samy Bourard      | 23       | 1.907          | Anderlecht          |
| 8    | Costa d'Avorio (bandiera) · Francia (bandiera) | Yakou Méïté       | 23       | 1.585          | Paris Saint-Germain |

### Marcatori all-time
Aggiornato al 27 novembre 2024. 
| Pos. | Naz.                   | Giocatore           | Stagioni | Gol | Presenze | Squadre             |
| ---- | ---------------------- | ------------------- | -------- | --- | -------- | ------------------- |
| 1    | Inghilterra (bandiera) | Charlie Brown       | 2        | 15  | 16       | Chelsea             |
| 1    | Spagna (bandiera)      | Roberto Núñez       | 3        | 15  | 19       | Atlético Madrid     |
| 1    | Spagna (bandiera)      | Borja Mayoral       | 2        | 15  | 14       | Real Madrid         |
| 4    | Russia (bandiera)      | Timur Zhamaletdinov | 3        | 13  | 21       | CSKA Mosca          |
| 4    | Paesi Bassi (bandiera) | Julian Rijkhoff     | 3        | 13  | 24       | Atlético Madrid     |
| 4    | Inghilterra (bandiera) | Curtis Jones        | 2        | 13  | 18       | Real Madrid         |
| 7    | Inghilterra (bandiera) | Dominic Solanke     | 2        | 12  | 11       | Chelsea             |
| 7    | Inghilterra (bandiera) | Tammy Abraham       | 2        | 12  | 16       | Chelsea             |
| 7    | Spagna (bandiera)      | Adrián Niño         | 2        | 12  | 15       | Atlético Madrid     |
| 7    | Spagna (bandiera)      | Jordi Mboula        | 3        | 12  | 14       | Barcellona, Monaco  |
| 7    | Francia (bandiera)     | Jean-Kévin Augustin | 3        | 12  | 20       | Paris Saint-Germain |
| 7    | Belgio (bandiera)      | Aaron Leya Iseka    | 3        | 12  | 15       | Anderlecht          |

## Loghi

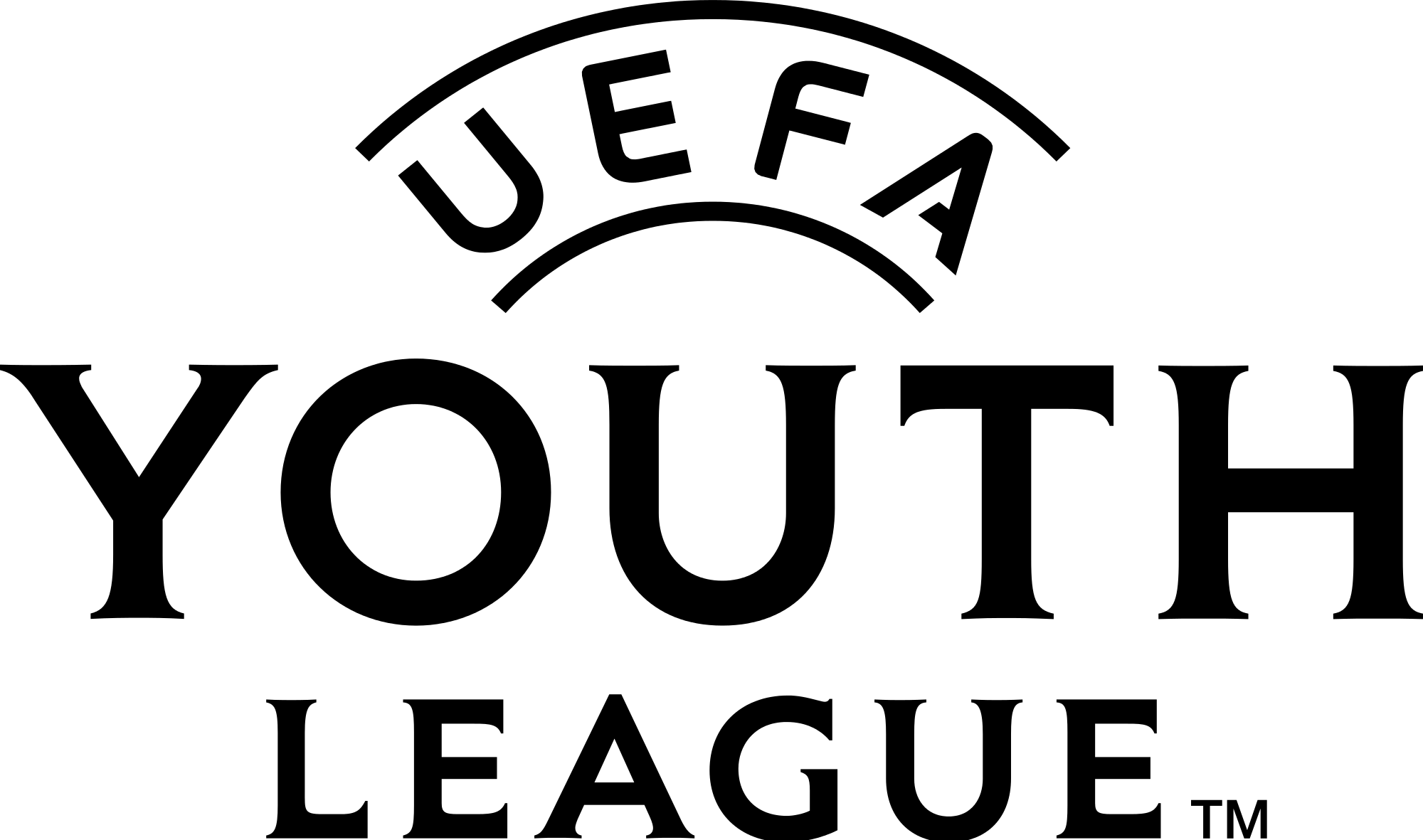
Dal 2013 al 2015
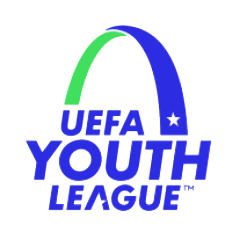
Dal 2015